# Cuneo Volley Ball Club 1990-1991
Questa voce raccoglie le informazioni riguardanti il Cuneo VBC nelle competizioni ufficiali della stagione 1990-1991.

## Stagione
La stagione 1990-1991 è per la società piemontese, sponsorizzata dalla Alpitour, la seconda consecutiva nel massimo campionato italiano.

Conclude la stagione regolare al settimo posto, ottenendo la qualificazione per i play off scudetto.

Nei play off supera il primo turno, eliminando in due partite Catania, ma viene eliminata ai quarti di finale dal Gonzaga Milano.

Partecipa alla Coppa Italia, senza riuscire a raggiungere la Final Four.

## Organigramma societario
Area direttiva
- Presidente: Ezio Barroero
- Vicepresidente: Valter Lannutti
- Vicepresidente: Roberto Mandruzzato
- Segreteria generale: Fulvia Cacciò

Area organizzativa
- Direttore sportivo: Enzo Prandi
- Responsabile marketing: Giuseppe Cormio
- Responsabile marketing: Marco Pistolesi

Area comunicazione
- Addetto stampa: Giuditta Giraudo
- Addetto stampa: Sergio Robresco
- Relazioni esterne: Bruno Lubatti

Area tecnica
- 1º allenatore: Dimiter Zlatanov
- 2º allenatore: Marco Botto
- Preparatore atletico: Ezio Bramard
- Responsabile settore giovanile: Gino Primasso

Area sanitaria
- Medico: Stefano Carando
- Medico: Emilio Lucidi
- Fisioterapista: Umberto Cuminotto
- Massaggiatore: Gabriele Giorgis

## Rosa
| N. | Giocatore            | Ruolo | Data di nascita | Nazionalità sportiva |
| -- | -------------------- | ----- | --------------- | -------------------- |
| ?  | Paolo Bartek         | S     | 5 luglio 1974   | Italia               |
| ?  | Giancarlo Dametto    | C     | 6 gennaio 1959  | Italia               |
| ?  | Dario Da Roit        | S     | 10 giugno 1967  | Italia               |
| ?  | Alexandre Della Nina | P     | 19 gennaio 1964 | Brasile              |
| ?  | Guido De Luigi       | C     | 17 marzo 1963   | Italia               |
| ?  | Bruno Dini           | S     | ?               | Italia               |
| ?  | Riccardo Gallia      | S     | 29 aprile 1969  | Italia               |
| ?  | Jan Hedengaard       | P     | 27 maggio 1963  | Svezia               |
| ?  | Luca Mantoan         | S     | 3 febbraio 1966 | Italia               |
| ?  | Giorgio Oria         | S     | ?               | Italia               |
| ?  | Giampiero Valsania   | C     | 8 febbraio 1966 | Italia               |

## Mercato
| Acquisti | Acquisti             | Acquisti         | Acquisti   |
| R.       | Nome                 | da               | Modalità   |
| -------- | -------------------- | ---------------- | ---------- |
| S        | Paolo Bartek         | ?                | ?          |
| P        | Alexandre Della Nina | Indomita Salerno | ?          |
| C        | Guido De Luigi       | Treviso          | ?          |
| S        | Bruno Dini           | ?                | Definitivo |
| S        | Giorgio Oria         | Voluntas Asti    | ?          |

| Cessioni | Cessioni               | Cessioni   | Cessioni |
| R.       | Nome                   | a          | Modalità |
| -------- | ---------------------- | ---------- | -------- |
| S        | Philippe Blain         | ?          | ?        |
| C        | Francesco Ferrua       | Falconara  | ?        |
| S        | Gianluca Fissolo       | ?          | ?        |
| U        | Maurizio Carletti      | ?          | ?        |
| P        | Roberto Fulvio Ariagno | CUS Torino | ?        |
| S        | Giorgio Salomone       | ?          | ?        |
| S        | Alessandro Torrielli   | ?          | ?        |

## Risultati

### Serie A1

#### Girone d'andata
| 1ª giornata - 7 ottobre 1990 Palatenda, Cuneo                   | Cuneo           | 3 - 1 | Galileo Giovolley | 15-11, 12-15, 15-1, 15-5        |
| 2ª giornata - 14 ottobre 1990 PalaVerde, Villorba               | Treviso         | 3 - 0 | Cuneo             | 15-6, 15-5, 15-1                |
| 3ª giornata - 21 ottobre 1990 Palatenda, Cuneo                  | Cuneo           | 0 - 3 | Porto Ravenna     | 10-15, 6-15, 4-15               |
| 4ª giornata - 28 ottobre 1990 PalaBernhardsson, Padova          | Petrarca        | 3 - 2 | Cuneo             | 12-15, 15-7, 15-3, 11-15, 15-12 |
| 5ª giornata - 4 novembre 1990 Palatenda, Cuneo                  | Cuneo           | 3 - 1 | Brugherio         | 6-15, 15-4, 15-7, 15-13         |
| 6ª giornata - 11 novembre 1990 PalaBadiari, Falconara Marittima | Falconara       | 3 - 0 | Cuneo             | 16-14, 15-4, 15-12              |
| 7ª giornata - 16 dicembre 1990 Palatenda, Cuneo                 | Cuneo           | 3 - 1 | Panini            | 10-15, 15-12, 15-12, 15-8       |
| 8ª giornata - 23 dicembre 1990 PalaNicosia, Agrigento           | Agrigento       | 0 - 3 | Cuneo             | 6-15, 6-15, 13-15               |
| 9ª giornata - 30 dicembre 1990 PalaDozza, Bologna               | Zinella Bologna | 1 - 3 | Cuneo             | 6-15, 4-15, 15-13, 4-15         |
| 10ª giornata - 6 gennaio 1991 Palatenda, Cuneo                  | Cuneo           | 2 - 3 | Parma             | 5-15, 15-7, 14-16, 15-12, 11-15 |
| 11ª giornata - 13 gennaio 1991 PalaLido, Milano                 | Gonzaga Milano  | 3 - 0 | Cuneo             | 15-5, 15-4, 15-4                |
| 12ª giornata - 20 gennaio 1991 Palatenda, Cuneo                 | Cuneo           | 3 - 0 | Gabeca            | 15-13, 15-10, 15-5              |
| 13ª giornata - 27 gennaio 1991 PalaSpedini, Catania             | Catania         | 1 - 3 | Cuneo             | 5-15, 15-13, 5-15, 14-16        |

#### Girone di ritorno
| 1ª giornata - 10 febbraio 1991 PalaBigi, Reggio Emilia | Galileo Giovolley | 2 - 3 | Cuneo           | 10-15, 10-15, 15-13, 15-11, 0-0 |
| 2ª giornata - 13 febbraio 1991 Palatenda, Cuneo        | Cuneo             | 1 - 3 | Treviso         | 7-15, 15-8, 10-15, 13-15        |
| 3ª giornata - 17 febbraio 1991 PalaDeAndrè, Ravenna    | Porto Ravenna     | 3 - 1 | Cuneo           | 13-15, 15-10, 15-0, 15-6        |
| 4ª giornata - 24 febbraio 1991 Palatenda, Cuneo        | Cuneo             | 3 - 0 | Petrarca        | 15-11, 15-13, 15-8              |
| 5ª giornata - 27 febbraio 1991 PalaLido, Milano        | Brugherio         | 0 - 3 | Cuneo           | 12-15, 16-17, 8-15              |
| 6ª giornata - 3 marzo 1991 Palatenda, Cuneo            | Cuneo             | 2 - 3 | Falconara       | 15-12, 3-15, 3-15, 15-12, 14-16 |
| 7ª giornata - 10 marzo 1991 PalaPanini, Modena         | Panini            | 3 - 1 | Cuneo           | 15-9, 15-10, 11-15, 16-14       |
| 8ª giornata - 17 marzo 1991 Palatenda, Cuneo           | Cuneo             | 3 - 0 | Agrigento       | 15-9, 15-12, 15-13              |
| 9ª giornata - 24 marzo 1991 Palatenda, Cuneo           | Cuneo             | 3 - 1 | Zinella Bologna | 16-14, 4-15, 15-2, 15-9         |
| 10ª giornata - 31 marzo 1991 PalaRaschi, Parma         | Parma             | 3 - 1 | Cuneo           | 9-15, 15-6, 15-10, 15-9         |
| 11ª giornata - 7 aprile 1991 Palatenda, Cuneo          | Cuneo             | 3 - 2 | Gonzaga Milano  | 15-12, 7-15, 16-14, 9-15, 15-13 |
| 12ª giornata - 10 aprile 1991 PalaGeorge, Montichiari  | Gabeca            | 3 - 0 | Cuneo           | 15-7, 15-11, 15-8               |
| 13ª giornata - 14 aprile 1991 Palatenda, Cuneo         | Cuneo             | 3 - 0 | Catania         | 15-8, 15-5, 15-8                |

#### Play-off scudetto
| Ottavi di finale (gara 1) - 17 aprile 1991 Palatenda, Cuneo     | Cuneo          | 3 - 0 | Catania        | 15-5, 15-5, 15-10        |
| Ottavi di finale (gara 2) - 21 aprile 1991 PalaSpedini, Catania | Catania        | 0 - 3 | Cuneo          | 8-15, 9-15, 10-15        |
| Quarti di finale (gara 1) - 25 aprile 1991 Palalido, Milano     | Gonzaga Milano | 3 - 0 | Cuneo          | 15-5, 15-7, 15-11        |
| Quarti di finale (gara 2) - 28 aprile 1991 Palatenda, Cuneo     | Cuneo          | 1 - 3 | Gonzaga Milano | 17-16, 14-16, 2-15, 7-15 |

### Coppa Italia

#### Fase a eliminazione diretta
| Quarti di finale (andata) - 1º marzo 1990 PalaGeorge, Montichiari | Gabeca | 3 - 0 | Cuneo  | 15-6, 15-7, 15-11         |
| Quarti di finale (ritorno) - 13 marzo 1990 Palatenda, Cuneo       | Cuneo  | 3 - 1 | Gabeca | 15-5, 15-17, 15-10, 15-13 |

## Statistiche

### Statistiche di squadra
| Competizione | Punti               | In casa | In casa | In casa | In trasferta | In trasferta | In trasferta | Totale | Totale | Totale |
| Competizione | Punti               | G       | V       | P       | G            | V            | P            | G      | V      | P      |
| ------------ | ------------------- | ------- | ------- | ------- | ------------ | ------------ | ------------ | ------ | ------ | ------ |
| Serie A1     | 28                  | 15      | 10      | 5       | 15           | 6            | 9            | 30     | 16     | 14     |
| Coppa Italia | Statistiche assenti |         |         |         |              |              |              |        |        |        |

G = partite giocate; V = partite vinte; P = partite perse

### Statistiche dei giocatori
| P. Bartek     | 3  | 3   | 2   | 0  | 1  | Statistiche assenti | 3  | 3   | 2   | 0  | 1  |
| G. Dametto    | 25 | 258 | 166 | 77 | 17 | Statistiche assenti | 25 | 258 | 166 | 77 | 17 |
| D. Da Roit    | 25 | 481 | 420 | 40 | 25 | Statistiche assenti | 25 | 481 | 420 | 40 | 25 |
| A. Della Nina | 5  | 3   | 2   | 0  | 1  | Statistiche assenti | 5  | 3   | 2   | 0  | 1  |
| G. De Luigi   | 25 | 320 | 217 | 97 | 8  | Statistiche assenti | 25 | 320 | 217 | 97 | 8  |
| B. Dini       | 2  | 1   | 1   | 0  | 0  | Statistiche assenti | 2  | 1   | 1   | 0  | 0  |
| R. Gallia     | 26 | 761 | 709 | 32 | 24 | Statistiche assenti | 26 | 761 | 709 | 32 | 24 |
| J. Hedengaard | 26 | 89  | 39  | 34 | 17 | Statistiche assenti | 26 | 89  | 39  | 34 | 17 |
| L. Mantoan    | 19 | 116 | 90  | 24 | 2  | Statistiche assenti | 19 | 116 | 90  | 24 | 2  |
| G. Oria       | 16 | 120 | 97  | 22 | 2  | Statistiche assenti | 16 | 120 | 97  | 22 | 2  |
| G. Valsania   | 9  | 10  | 10  | 0  | 0  | Statistiche assenti | 9  | 10  | 10  | 0  | 0  |